# さらばハイセイコー
『さらばハイセイコー』は、騎手・増沢末夫の楽曲。1975年（昭和50年）1月1日にポリドールからシングルレコードとして発売された。作詞・小坂巖、補作詞・山田孝雄、作曲・猪俣公章、編曲・竹田由彦。

## 概要
1973年（昭和48年）に地方競馬から中央競馬に移籍し、競馬ブームを巻き起こした競走馬・ハイセイコーの引退記念盤として発売された。歌手の増沢はハイセイコーの中央全16戦で手綱を取った騎手である。冒頭に荘重なファンファーレを置いた、猪俣公章による軍歌調の曲で、B面にはハイセイコーが優勝した弥生賞と 皐月賞、2着となった菊花賞のレース実況と関係者によるコメントが収められている。ハイセイコー人気に乗り、オリコンチャートで最高4位を記録した。1975年度の年間売上げ枚数では37位を記録している。

## 曲の製作・公開までの経緯
1974年11月、年末の有馬記念を以てのハイセイコー引退が決定し、この頃に企画が立案された。競馬実況アナウンサーの小坂巌が、『週刊競馬報知』に執筆していた連載で、増沢の歌唱力の高さを幾度か取り上げていた（企画立案のきっかけでもあった）ことから、小坂を介して増沢に話が持ち込まれた。当初増沢は渋っていたが、レコード会社の担当者からも説得されて歌手を引き受けた。小坂は作詞を担当し、作詞家の山田孝雄が補作を行った。歌手と主作詞者が素人であり、曲も猪俣が「サッと作った」ものであったため、小坂はヒットの自信はなかったとしている。
曲が一般に向けて初公開されたのはレコードが発売される前、フジテレビが行っていた有馬記念の中継で、ハイセイコーが入線した直後に、そのBGMとして流された時だった。この競走でハイセイコーは2着であったにもかかわらず、カメラは5馬身差で圧勝したタニノチカラを無視してハイセイコーを映していた。小坂はこの演出によって曲の人気に火が点いたのではないかと語り、フジテレビの担当ディレクターへの感謝の念を口にしている。タニノチカラに騎乗していた田島日出雄によれば現地の観客スタンドにも流されていたといい、「なんだ、あれは!勝ったのはオレのタニノチカラなんだぞ。ふざけるな、バカ野郎、チェッといって舌打ちしたことをおぼえているね！」と振り返っている。
レコードは年明けの発売後から売上げを伸ばし始め、増沢は騎手業のかたわら数々の歌番組に出演した。

## 収録
A面
1. さらばハイセイコー
作詞：小坂巌・山田孝雄 / 作曲：猪俣公章 / 編曲：竹田由彦

B面
1. 弥生賞（レース実況 / コメント：増沢末夫）
2. 皐月賞（レース実況 / コメント：管理調教師・鈴木勝太郎）
3. 菊花賞（レース実況 / コメント：担当厩務員・大場博、馬主・玉島忠雄、増沢末夫）

## 関連作品
その後、1975年4月には『ハイセイコーよ元気かい』が同じく増沢の歌で発売された。
さらに1979年（昭和54年）にハイセイコーの仔・カツラノハイセイコが父の成し得なかった日本ダービー制覇を果たすと、再び増沢の歌による『いななけカツラノハイセイコ』が発売された（このダービーで増沢はヨシノスキーに騎乗し11着）。B面には『さらばハイセイコー』が収録されている。
しかし、売り上げでは『ハイセイコーよ元気かい』が14万枚、『いななけカツラノハイセイコ』が7万枚と、いずれも『さらばハイセイコー』に及ばなかった。